# Jerzy Gryglaszewski
Jerzy Gryglaszewski (w USA: Robert J.G. Craig) (ur. 22 stycznia 1928 w Warszawie) – polski inżynier i wynalazca.

## Życiorys
Urodził się 22 stycznia 1928 w Warszawie. W czasie II wojny światowej brał udział w powstaniu warszawskim. Po upadku powstania był więziony w Stalagu XVIII C w Markt-Pongau (numer jeniecki 221788), po wojnie przybył do Wielkiej Brytanii.
Ukończył Queen's University w Belfaście z tytułem bachelor of science w elektrotechnice.
Pracował między innymi w Teledyne Systems, gdzie opracował system żyroskopów używany w sondach Voyager 1 i Voyager 2. Jest współautorem dwunastu patentów i ośmiu publikacji naukowych. 
Od 2009 roku zaczął fundować wyróżniającym się uczniom ze szkół w Małkini dwutygodniowe wyjazdy do USA.